# Rex Mason
Pour les articles homonymes, voir Mason.
Henry Greathead Rex Mason, dit Rex Mason, né le 3 juin 1885 à Wellington et mort le 2 avril 1975 à Wellington également, est un avocat et homme politique néo-zélandais. Membre du Parti travailliste, il est notamment ministre de la Justice de 1935 à 1943 et de 1957 à 1960. Député sans discontinuer pendant quarante ans et demi (d'avril 1926 à octobre 1966), il est le parlementaire étant resté le plus longtemps à la Chambre de représentants et le seul à y avoir atteint quatre décennies, devant Keith Holyoake (39 ans).

## Jeunesse et études
Son père, Harry Mason, est un compositeur d'origine sud-africaine. Sa mère, Henrietta Emma Rex, d'origine australienne, est une militante féministe, cofondatrice de la Ligue sociale et politique des femmes en 1894 (juste après l'obtention du droit de vote par les femmes en Nouvelle-Zélande). Rex Mason obtient un master en Mathématiques à la Victoria College à Wellington, puis étudie le droit et devient avocat. En 1912, il épouse Dulcia Martina Rockell, dont il aura quatre enfants. Sous l'influence de son épouse, il s'intéresse à la théosophie, et devient comme elle végétarien et abstème.

## Débuts en politique
Rex Mason est élu maire de la ville de Pukekohe en 1915. Il rejoint le Parti travailliste après sa fondation en 1916, et se porte candidat sans succès aux élections législatives de 1919 et de 1922. Il est élu député de la circonscription d'Eden, à Auckland, lors d'une élection partielle en 1926, et représentera dès lors cette circonscription à la Chambre des représentants jusqu'en 1966.

## Ministre
En 1931 il est élu président du Parti travailliste. En cette qualité, il participe à l'élaboration du programme du parti pour les élections législatives de 1935, posant les fondements d'un État-providence, en réponse à la Grande dépression : droit à des congés payés, droit à une pension de retraite permettant aux personnes âgées de vivre décemment, soutien financier de l'État aux chômeurs et aux personnes incapables de travailler car malades ou handicapées, droit aux producteurs d'avoir la garantie d'un revenu décent, politique de grands travaux publics… Les travaillistes remportent ces élections, accédant au pouvoir pour la première fois, et mettent en œuvre ce programme. Rex Mason est nommé ministre de la Justice et procureur général dans le gouvernement du Premier ministre Michael Savage. En 1940, il est nommé ministre de l'Éducation, puis ministre des Affaires autochtones de 1943 à 1946 et de 1947 à 1949, année ou les travaillistes perdent le pouvoir.
De 1949 à 1957, il est un député d'opposition actif. Avec le retour au pouvoir des travaillistes, dirigés par Walter Nash, en 1957, Rex Mason est à nouveau nommé ministre de la Justice et procureur général, et conjointement ministre de la Santé. Sa principale réussite durant cette période est la codification qu'il introduit pour le droit pénal, qui abolit notamment la peine de mort pour meurtre. Il est à nouveau député d'opposition à partir de 1960. Le parti ayant choisi de ne pas présenter de candidats âgés de plus 70 ans, il est contraint de démissionner en amont des élections législatives de 1966, malgré les soutiens dont il bénéficie toujours, et au terme d'une carrière parlementaire de quarante ans. Jonathan Hunt, jeune enseignant de 27 ans, lui succède comme député travailliste dans sa circonscription, devenant le benjamin de la Chambre, et écrit bien plus tard son article biographique pour le Dictionary of New Zealand Biography. Il est fait compagnon de l'ordre de Saint-Michel et Saint-Georges l'année suivante, et décède le 2 avril 1975 à l'âge de 89 ans, quatre ans après son épouse.

## Référence
1. 1 2 3 4 5 6 7  (en) Jonathan Hunt, "Mason, Henry Greathead Rex", Dictionary of New Zealand Biography
2. ↑  (en) "Longest serving members of Parliament", Parlement de Nouvelle-Zélande, 17 septembre 2018
3. ↑  (en) "More than just wine and cheese", Stuff.co.nz, 31 janvier 2009